# John Engströmer
Johan (John) Nikolaus Engströmer, född 27 juni 1852 i Skogs socken, Gävleborgs län, död 18 december 1921, var en svensk företagsledare, bankdirektör och kommunalpolitiker
Engströmer var disponent för Hudiksvalls Spritvaruförsäljnings AB (Göteborgssystemet) 1876–1918 och verkställande direktör för Hudiksvalls sparbank 1914. Han var ordförande i Hudiksvalls stads drätselkammare 1885–1890, vice ordförande i stadsfullmäktige 1908 och ordförande där 1912–1916. Han var ledamot av styrelsen för Hudiksvalls elementarläroverk för flickor. Han var ledamot av styrelsen för Hudiksvalls stads sparbank från 1882, i styrelsen för Helsinglands Enskilda Banks avdelningskontor i Hudiksvall från 1892, i centralstyrelsen för samma bank från samma år och ordförande i styrelsen för Mälareprovinsernas Enskilda Bank. Han var även ledamot av Gävleborgs läns landsting.